# August von Wöllwarth-Lauterburg

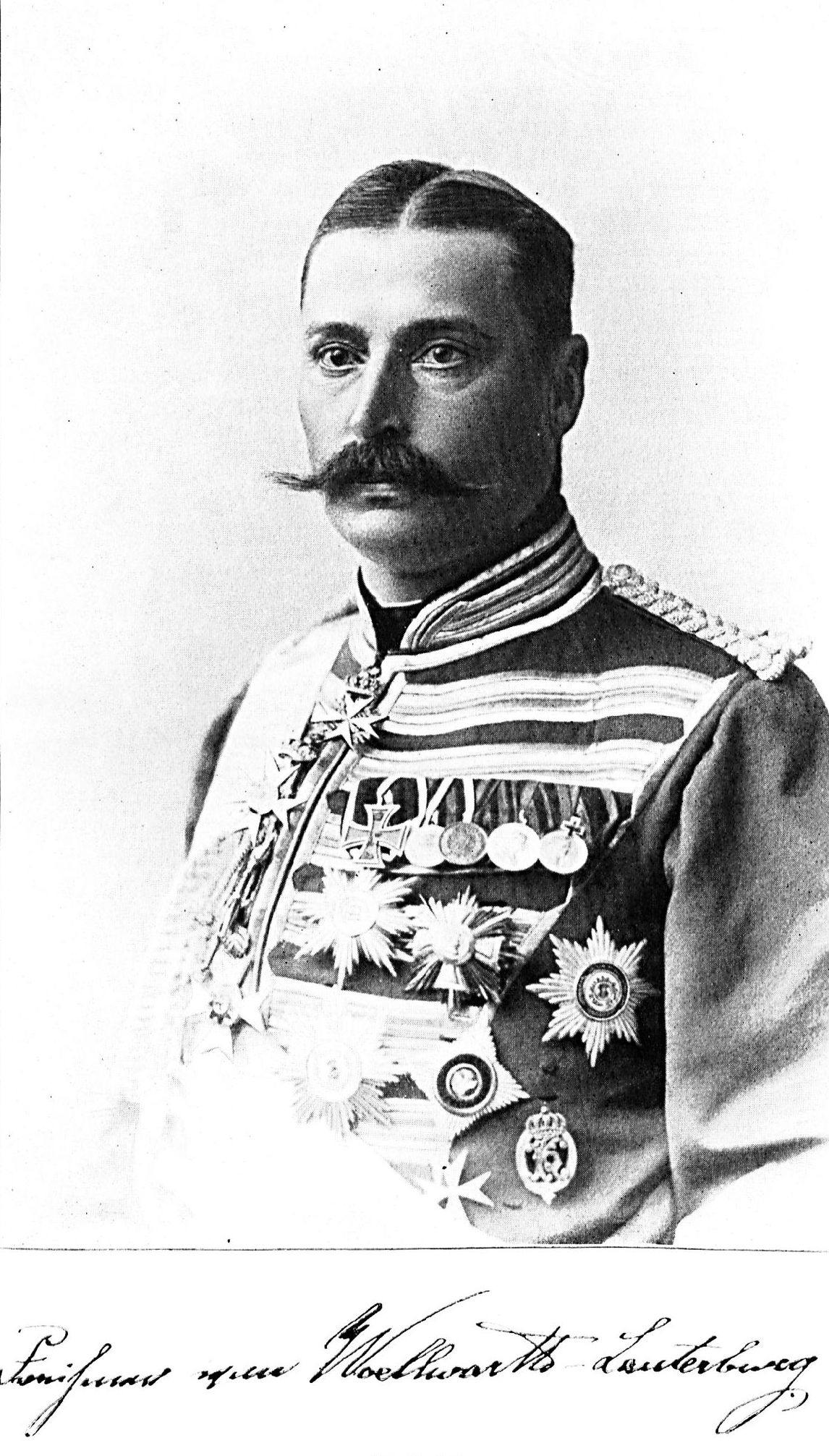
August von Wöllwarth-Lauterburg

August Friedrich Ludwig Franz Freiherr von Wöllwarth-Lauterburg (* 29. Dezember 1845 in Essingen; † 12. August 1908 in Stuttgart) war ein württembergischer Generalmajor und Oberhofmarschall. 

## Leben

### Herkunft
August entstammte dem Haus Essingen-Lauterburg-Hohenroden der Freiherrn von Woellwarth. Er war ein Sohn des württembergischen Rittmeisters und Gutsbesitzer Karl Freiherr von Woellwarth (1800–1867) und dessen erster Ehefrau Sophie, geborene Gräfin von Scheler (1802–1864), Tochter von Georg von Scheler. Sein ältester Bruder Georg (1836–1919) war Mitglied des Deutschen Reichstags. Der Oberhofgerichtsrat Wilhelm von Wöllwarth war sein Onkel.

### Karriere
Wöllwarth-Lauterburg studierte zunächst Forstwissenschaften. 1866 trat er als Einjährig-Freiwilliger in das 6. Infanterie-Regiment der Württembergischen Armee ein und nahm im folgenden Krieg gegen Preußen am Gefecht bei Tauberbischofsheim teil. Im Deutsch-Französischen Krieg 1870/71 machte er die Schlachten von Wörth, Sedan, Montmesly und Villiers mit und erhielt das Eiserne Kreuz II. Klasse. 
Anschließend diente er dem württembergischen Königshaus als Oberhofmarschall und Oberzeremonienmeister. Er war Ehrenvorsitzender des Königlichen Oberhofrats und Königlicher Kammerherr. Daneben war Wöllwarth-Lauterburg von 1881 bis 1902 Präsident des Württembergischen Kriegerbundes. Für sein Wirken erhielt er das Großkreuz des Ordens der Württembergischen Krone und des Friedrichs-Ordens. Er war Rechtsritter des Johanniterordens.

### Familie
Wöllwarth hatte sich am 17. September 1872 in Stuttgart mit Olga Gräfin von Taubenheim (* 1850) verheiratet. Die Ehe blieb kinderlos.